# Ruisseau des Esclaures
Le ruisseau des Esclaures ou Ruisseau de Dubern est une rivière française qui coule dans le département de la Gironde. C'est un affluent de la Leyre.

## Géographie
De 10 km de longueur, le ruisseau des Esclaures prend sa source dans les Landes de Gascogne et coule entièrement sur la commune de Salles et conflue à l'aval du village, dans le département de la Gironde sous le nom de Ruisseau de Dubern.

## Principal affluent
- Ruisseau des Lassieux : 9,1 km

## Commune traversée
- Gironde : Salles.